# Giovo
Giovo är en kommun i provinsen Trento i regionen Trentino-Sydtyrolen i Italien. Kommunen hade 2 533 invånare (2018).